# House of Horrors
House of Horrors – amerykański film grozy z 1946 roku. Adaptacja opowiadania Dwighta V. Babcocka.

## Opis fabuły
Kiepski artysta rzeźbiarz pod wpływem depresji postanawia popełnić samobójstwo. Nieoczekiwanie ratuje od utonięcia seryjnego zabójcę o pseudonimie The Creeper. W zamian za ratunek, zbrodniarz zobowiązuje się do zabicia krytyków, którzy pogrzebali karierę artysty.

## Obsada
- Rondo Hatton – The Creeper
- Robert Lowery – Steven Morrow
- Virginia Grey – Joan Medford
- Bill Goodwin – porucznik Larry Brooks
- Martin Kosleck – Marcel De Lange
- Alan Napier – F. Holmes Harmon
- Howard Freeman – Hal Ormiston
- Virginia Christine – ulicznica
- Joan Shawlee – Stella McNally